# Пусть я умру, господи…
«Пусть я умру, господи…» — советский художественный фильм, снятый в 1988 году режиссёром Борисом Григорьевым по сценарию Галины Щербаковой.

## Сюжет
Перед сносом детского дома практически всех детей перевели в другие интернаты, но шесть девочек и их воспитательница остались. Одна из оставшихся воспитанниц детского дома, Ольга, получает предложение сняться в кино в роли дочери «выездных» родителей.
Однако на съёмках фильма она знакомится с совершенно другим миром. И это знакомство ожесточает Ольгу, и она уже совсем по-другому воспринимает проблемы своих подруг и почти ненавидит свою воспитательницу.

## В ролях
- Галина Польских — воспитательница детского дома Клавдия Ивановна
- Женя Григорьева — детдомовка Оля Астафьева
- Игорь Ледогоров — главный режиссёр Степан Дёмин
- Иван Лапиков — режиссёр Иван Иванович
- Лидия Федосеева-Шукшина — актриса, играет в фильме маму героини Оли (камео)
- Леонид Куравлев — актёр, играет в фильме отца героини Оли (камео)
- Вадим Захарченко — актёр, играет в фильме дедушку героини Оли (камео)
- Рита Гладунко — актриса, играет в фильме бабушку героини Оли (камео)
- Юрий Катин-Ярцев — сценарист Зяма
- Борис Новиков — мужик с собакой
- Олег Орлов — Фёдор Лесков, студент ВГИКа, партнер Оли по съемкам
- Марина Левтова — бывшая детдомовка
- Сергей Филиппов  — Сергей, оператор
- Владимир Грамматиков — врач
- Татьяна Гаврилова — воспитательница
- Николай Гнисюк — Коля, фотограф
- Наталья Хорохорина
- Вадим Вильский
- Иван Косых — прораб

## Съёмочная группа
- Автор сценария: Галина Щербакова
- Режиссёр: Борис Григорьев
- Оператор: Игорь Клебанов
- Художник: Марк Горелик
- Композитор: Георгий Дмитриев
- Звукооператор: Дмитрий Боголепов